# Wellington Carlos da Silva
Wellington Carlos da Silva, meglio noto come Wellington (Ribeirão Preto, 5 ottobre 1987), è un ex calciatore brasiliano, di ruolo attaccante.

## Carriera
Ha giocato nella massima serie dei campionati rumeno, cipriota e portoghese.